# San Gabriel, Oaxaca
San Gabriel är en ort i Mexiko.   Den ligger i kommunen Matías Romero Avendaño och delstaten Oaxaca, i den sydöstra delen av landet, 500 km sydost om huvudstaden Mexico City. San Gabriel ligger 58 meter över havet och antalet invånare är 253.
Terrängen runt San Gabriel är platt åt sydost, men åt nordväst är den kuperad. Runt San Gabriel är det ganska glesbefolkat, med 28 invånare per kvadratkilometer. Närmaste större samhälle är Suchilapan del Río, 11,8 km nordost om San Gabriel. Omgivningarna runt San Gabriel är en mosaik av jordbruksmark och naturlig växtlighet.